# 陽光沙灘
陽光沙灘（英文名稱：Sun of Beach，簡稱SOB，中文簡稱「沙灘」或「陽沙」，網址：bbs.sob.com.tw）是台灣在1990年代到2000年代的一個電子佈告欄站臺，創站於1996年3月6日。創站者為國立台灣大學男生第七宿舍420室的成員，包括台大電機系駱子逸同學、台大資管系戴志洋同學以及台大機械系陳宏偉同學，其後的管理者遍及台大各系以及非台大之程式設計者。

## 創站
創站目的是為了學生社團的交流以及電腦情報的研究，由於台灣大學的宿舍網路在1996年2月開通，藉由網路之便，站長群為了使一般的學生可以自由成立喜愛的看板與討論群組而成立。最初的機器設備非常簡陋，使用華碩TP4XE主機板，和一台SCSI硬碟，256MB的RAM。使用FreeBSD工作站，當初的程式碼是由清大楓橋驛站轉植過來，由於當初台大（除了校方的BBS站）並沒有學生架站的經驗，所以一切的設定及程式修改必須由站長群摸索而來，在架站的過程中發生許多困難，當時有一位站長隨口說出：「Son of Bitch.（狗娘養的）」，沒想到網站竟然架站成功了，後來由駱子逸同學提議將站名以諧音「Sun of Beach.」取為「陽光沙灘」，簡稱SOB，這便是站名的由來。陽光沙灘同時也是台大第一個由學生自行創立的BBS站。

## 社群
看板的分類最初是以站長群所參加的社團以及興趣逐漸向外擴展，第一個社團版為台大合唱團版，第一個校友版為台大南友會版。在3月6日星期三開始對外宣傳，於是把這日訂為「陽光沙灘」生日。於是陽光沙灘便從台大網路界急速竄起。在短短一年間，陽光沙灘BBS站從當初的五人同時上站最高記錄，到7700位使用者，全國排名前20大站的成績，原因是使用者互相介紹以及可以成立屬於自己的社團看板。後來逐漸衍生許多族群如大量的動畫、漫畫相關討論版，以及各校校友會的討論版。

## BBS系統
BBS系統修改自清大的楓橋驛站系統，除了原有的功能外，另外加上一些突破性的便利功能，其後自成一格，稱為SOBVersion。宗旨為程式碼公開，於是在國內的BBS程式討論群組中仍有程式設計後進不斷修改演進。著名的BBS站如「不良牛牧場」或「批踢踢實業坊」，即是從SOBVersion衍生而來。陽光沙灘最大特色為建立了第一套 BBS 站內間即時通訊系統（又稱丟水球）的標準，使用者可以不回到使用者名單畫面直接接受來自其它使用者的信息以及按下熱鍵（CTRL+R）即時回應，在終端機介面的BBS上可以同時瀏覽文章以及回應訊息等多工作業，顛覆傳統以來在BBS上聊天必須進入聊天視窗的限制。為了獎勵發表文章，在1998年陽光沙灘又推出新的功能，類似金融市場的「貝殼」制度。使用者可以藉由發表文章賺取價值不等的貝殼，貝殼數量達一定程度後，可以進入工具選項購買一些特殊功能如隱形或是信箱無上限等，其後又模仿股票市場推出可以使用貝殼購買的虛擬證券，不過由於系統設計出現瑕疵，部分使用者找出漏洞賺取大量的貝殼，導致金融機制崩盤，在2000年後改用「鸚鵡螺」取代「貝殼」，並加強系統漏洞的修正，人氣因而稍微下滑，但是由於長久經營的累積，陽光沙灘的固定使用者已超過十萬人，故所受影響有限。

## 休站及合併
在2001年後由於原有站長群從台大畢業，管理者數度易手，對於系統修改稍嫌生疏，因此在基本功能上出現一些Bug，造成使用者之不便。2003年10月6日因為不明原因硬碟壞軌，導致使用者名單流失，陽光沙灘便無預警緊急休站，隨後嘗試找尋備份復站未果，導致復站遙遙無期；2004年10月9日宣佈與批踢踢實業坊合併<ref name="ptt">。殘存之備份文章及精華區現已匯入批踢踢實業坊內。

## 再次建立
2005年7月舊時陽光沙灘的站務企圖重建沙灘，新沙灘位於 telnet://newsob.twbbs.org （页面存档备份，存于） ，但舊時資料已幾乎不在。
知名度不高，線上人次很少，盛況不如往昔的舊沙灘。

## 外部連結
- 批踢踢實業坊 （页面存档备份，存于）
- 新陽光沙灘 （页面存档备份，存于）